# Hermafrodit
|  | No s'ha de confondre amb Afrodit o Afrodita. |

Hermafrodit (Hermaphroditus, Ἑρμαφρόδιτος) nom compost d'Hermes i Afrodita i sinònim de ἀνδρογύνης, γύνανδρος, ἡμίανδρος fou un personatge mitològic. Inicialment un home amb fal·lus, símbol de la fertilitat, però que després fou modificat a la mitologia per esdevenir un ésser de doble sexe amb el cap, pit i cos de femella i les parts sexuals d'home. Ovidi el fa fill d'Hermes i Afrodita i net d'Atles.
Segons algunes tradicions, la seva conversió en un ésser androgin es va produir arran de la fusió amb la nimfa Salmacis quan ella va intentar violar-lo.
Hermafrodit és un personatge de la mitologia grega. Era fill d'Afrodita i d'Hermes, en honor dels quals va rebre el seu nom, una barreja dels dels seus pares. Però Afrodita, en sentir-se culpable d'adulteri, es va separar del seu fill i el va deixar al mont Ida, a la regió de Frígia, a cura de les nimfes de la muntanya, per qui va ser criat.
Amb el pas del temps, el nen es va convertir en un jove de gran bellesa. Un bon dia, Hermafrodit va decidir sortir a recórrer les terres gregues. Anant de camí a Cària, a Halicarnas, l'excés de calor d'aquell dia assolellat el va fer aproximar-se a un llac per refrescar-se, al qual es va llançar a nedar nu. La nàiade Salmacis -o Salmàcide-, esperit d'aquell llac, en notar la seva presència i observar el seu cos nu, va sentir una atracció immediata cap a ell i no va tardar a despullar-se i apropar-se-li per tractar de conquerir-lo, però el jove es va resistir.
Tot i així, la nimfa, poc després, des de la font propera a la qual Hermafrodit s'havia apropat, Salmacis es va abraçar a ell fortament, el va arrossegar al fons, i, mentre forcejava amb ell, va suplicar als déus que no separessin els seus cossos, dient: " Te debats en va, home cruel! Déus! Feu que res no pugui separar-lo mai de mi ni separar-me d'ell". Els déus, atenent la seva súplica, li van concedir el seu desig i ambdós cossos es van fusionar per sempre en un sol ser, de doble sexe.
Hermafrodit va suplicar als seus pares, els déus, que tot jove que es banyés en aquell llac corregués la seva mateixa sort. D'aquesta forma, el llac arrabassaria la virilitat a tot aquell que s'hi banyés, cosa que els déus li van concedir.
Aquest mite ha donat origen a l'ús de l'expressió Hermafrodit, per descriure les persones intersexuals. Diverses espècies mítiques van derivar d'aquesta doble sexualitat, com els maclians, citats per Plini o Joan Amades, un poble on cada persona està dividida en vertical i té una meitat amb cos d'home i una segona meitat de dona.